# موش‌های دالان‌ساز
موش‌های دالان‌ساز (نام علمی: Geomyidae) نام یک تیره از زیرراسته بیدسترشکلان است.